# トリニトロトルエン
| トリニトロトルエン                         | トリニトロトルエン         |
| ------------------------------------------ | -------------------------- |
| 構造式 2,4,6-トリニトロトルエン · 分子模型 |                            |
| IUPAC名                                    | 2,4,6-トリニトロトルエン   |
| 別名                                       | トリニトロトルオール TNT   |
| 分子式                                     | C7H5N3O6                   |
| 示性式                                     | C6H2CH3(NO2)3              |
| 分子量                                     | 227.1 g/mol                |
| CAS登録番号                                | [118-96-7]                 |
| 形状                                       | 黄色固体                   |
| 密度と相                                   | 1.65 g/cm3, 固体           |
| 相対蒸気密度                               | 7.85（計算値）（空気 = 1） |
| 蒸気圧                                     | 1.65×10−4 Pa               |
| 融点                                       | 80.89 ℃                    |
| 沸点                                       | 240 ℃（分解）              |
| 発火点                                     | 475 ℃                      |
| 出典                                       | 国際化学物質安全性カード   |
| 爆薬としての性質                           |                            |
| 爆速                                       | 6,900 m/s, 仮比重 1.60     |
| 熱量/質量比                                | 3,790 J/g                  |
| 燃焼熱                                     | 14,500 J/g                 |
| 爆発熱                                     | 4184 J/g                   |
| 生成ガス容積                               | 730 L/kg                   |
| 鋼板試験猛度                               | 5.18                       |
| RE係数                                     | 1.00                       |
| 危険性                                     |                            |
| 主な危険性                                 | E T N                      |
| Rフレーズ                                  | R2 R23/24/25 R33 R51/53    |
| Sフレーズ                                  | S35 S45 S61                |

トリニトロトルエン（trinitrotoluene、略称：TNT）は、トルエンのフェニル基の水素のうち3つをニトロ基 (-NO2) で置換した化学物質。いくつかの構造異性体があるが、単にトリニトロトルエンといえば通常 2,4,6-トリニトロトルエン (2,4,6-trinitrotoluene) のことである。かつて、トリニトロトルオールとも称されていた。
もともとは、黄色の染料や化学の合成で使用する試薬として使用されてきたが、発明から30年が経過した後には安全で安価な爆薬として使用できることが判明した。

## 性質
TNT火薬の主成分となる。淡黄色の結晶であるが、日光に当たると茶褐色になる。水に溶けないが、アルコールには熱すると溶け、ジエチルエーテルにも溶ける。金属と反応しない。初期火災の場合、水・泡などの水系消火剤で消火する。
燃焼の化学式は以下の通り。
{\displaystyle {\ce {2C7H5N3O6 -> 3N2 + 5H2O + 7CO + 7C}}}

### 毒性
皮膚に接触すると炎症を引き起こして明るい橙色に変えるなど、有毒である。第一次世界大戦中の英国で爆発物を生産していた女性たちが皮膚を黄色く変色させたことから、黄色い鳥であるカナリアになぞらえてカナリーガールと呼ばれた。長期に扱っていると、貧血や肝機能異常、脾臓の肥大、免疫系に障害、不妊を起こす。

### 爆発性
核兵器の威力は一般に、同じエネルギーのTNT爆薬の質量に換算して表記される。例えば、「20メガトン級の水素爆弾」は20メガトン、つまり、2,000万トン分のTNT爆薬と同じ爆発力を持つ（1メガトン=1,000,000トン）。なお、広島へ1945年8月6日に落とされた原子爆弾は15キロトン（=15,000トン）だった。
火薬としての将来性はBASF社のニトロ化合物試験で確認された。

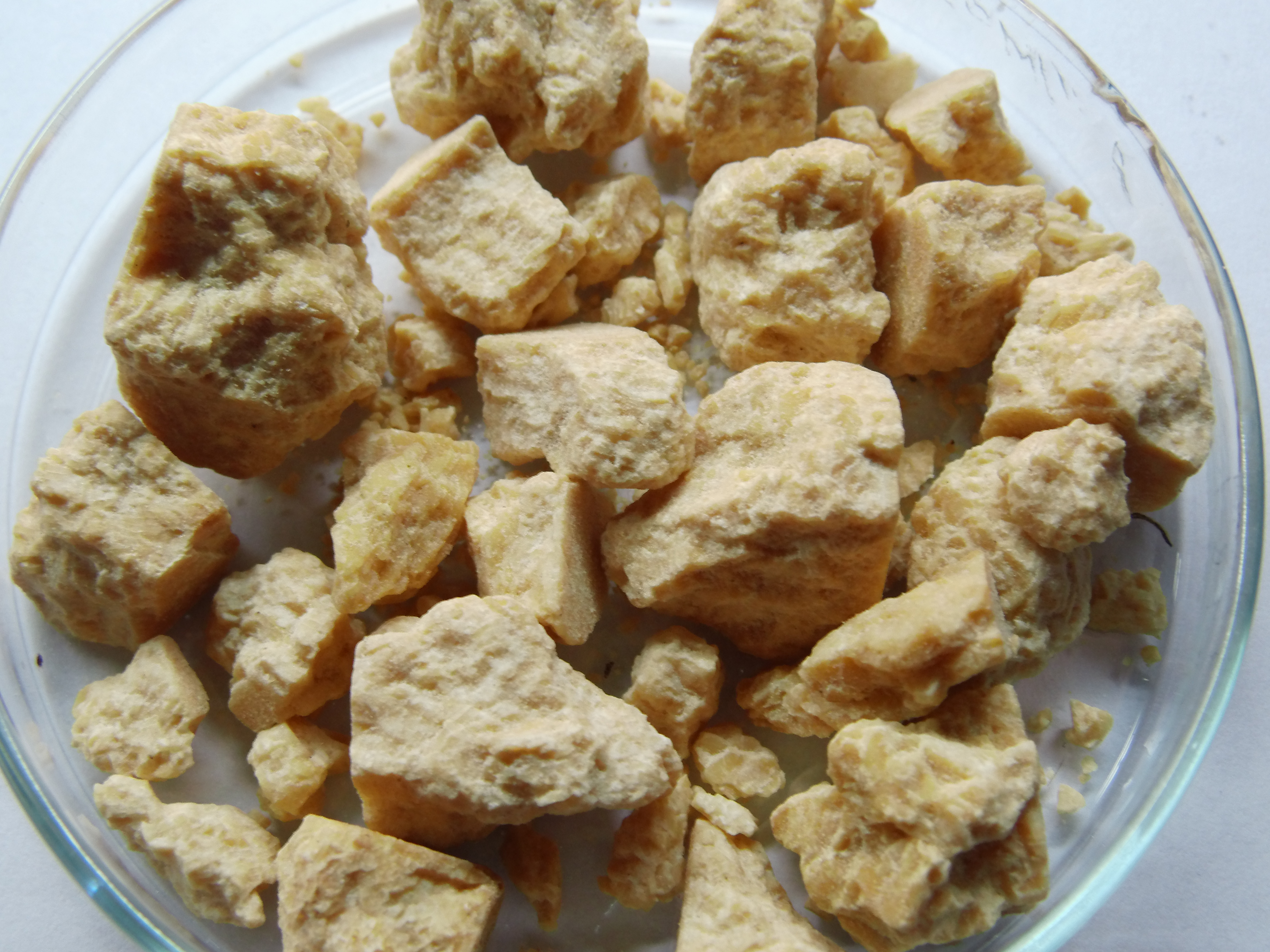
爆発物グレードのTNTの塊
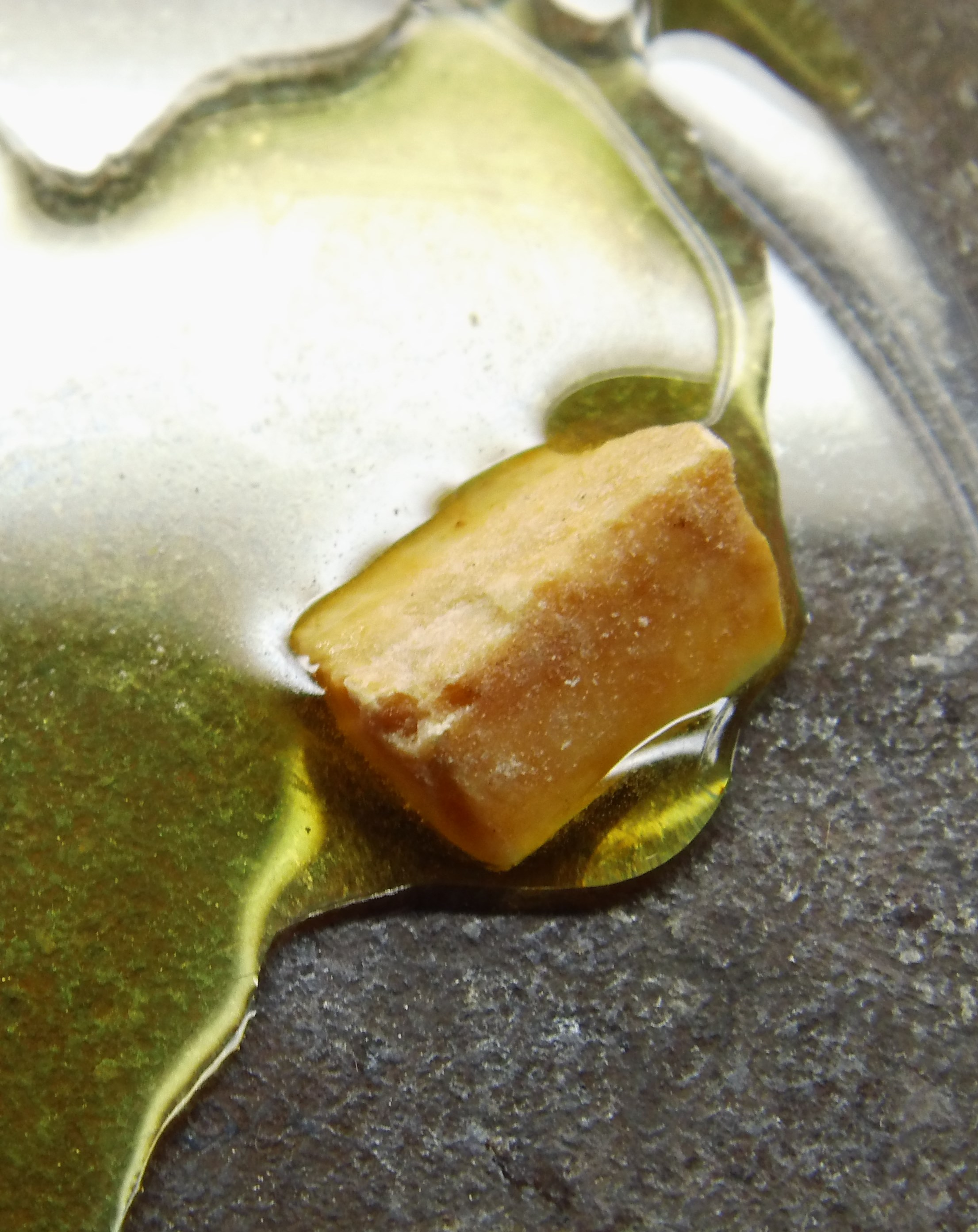
81 °C (178 °F)で液状になるTNT
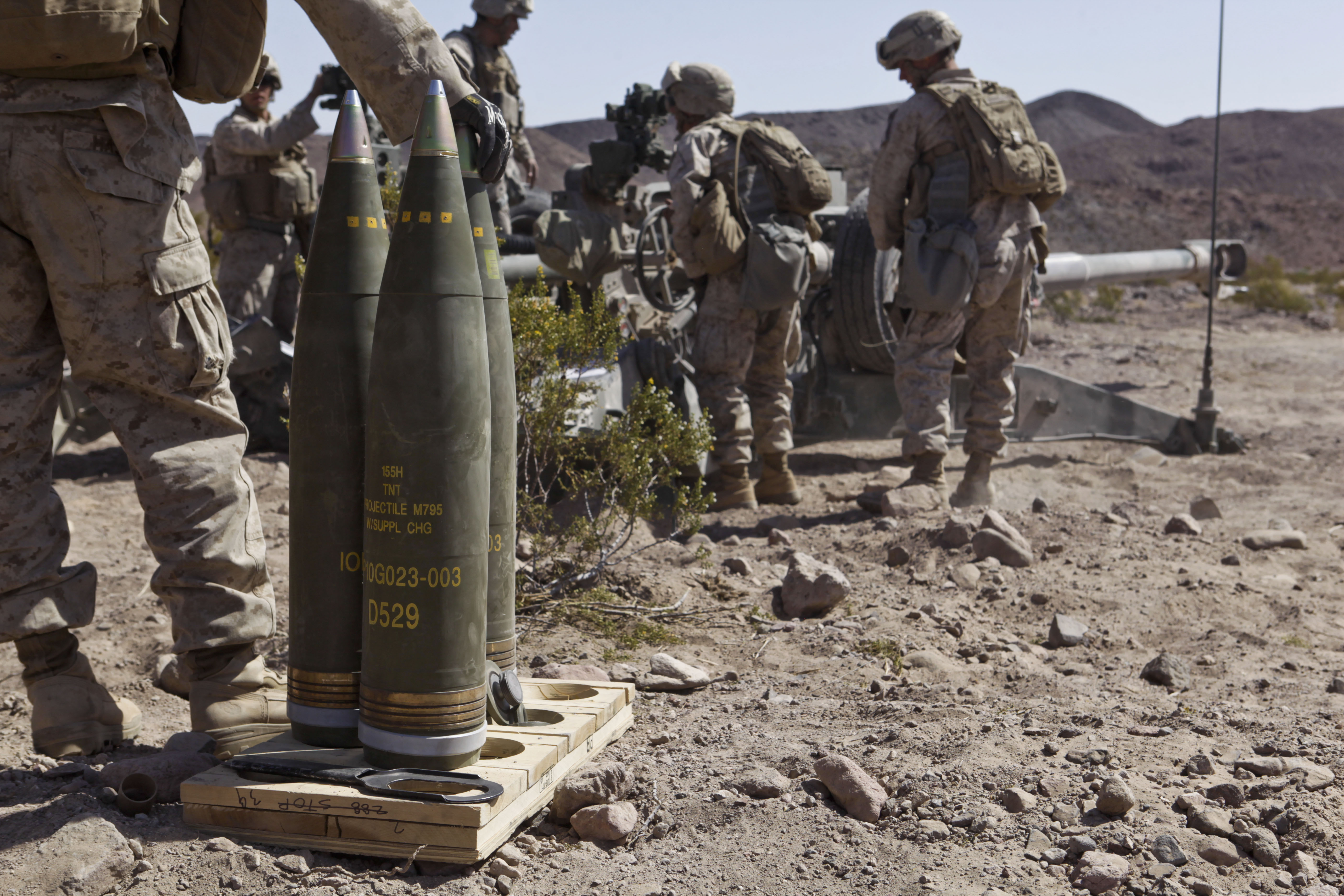
M795榴弾にTNTが詰められていることが表示されている。
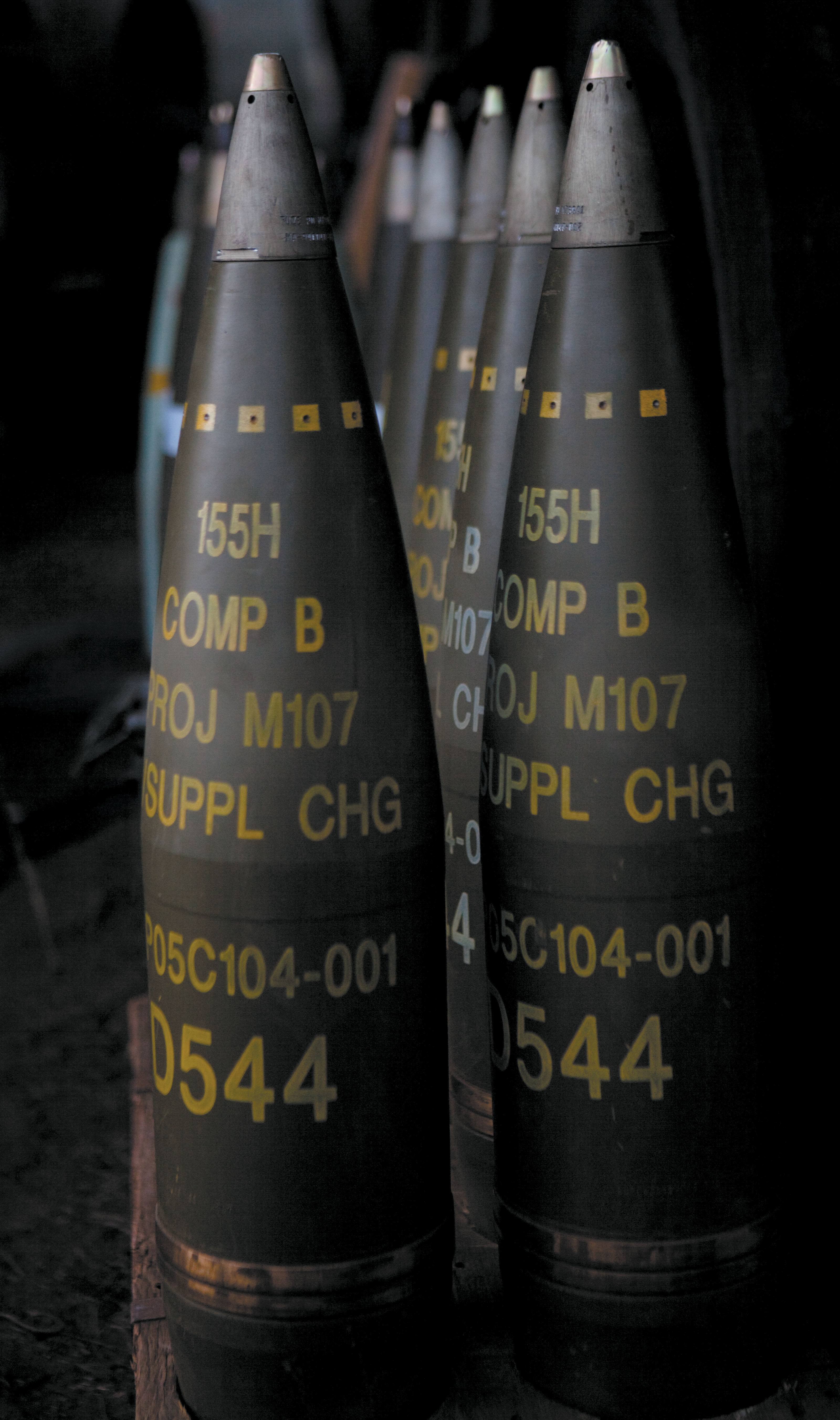
M107榴弾にComp B (RDXとTNTを主成分とする混合爆薬) が詰められていることが表示されている。
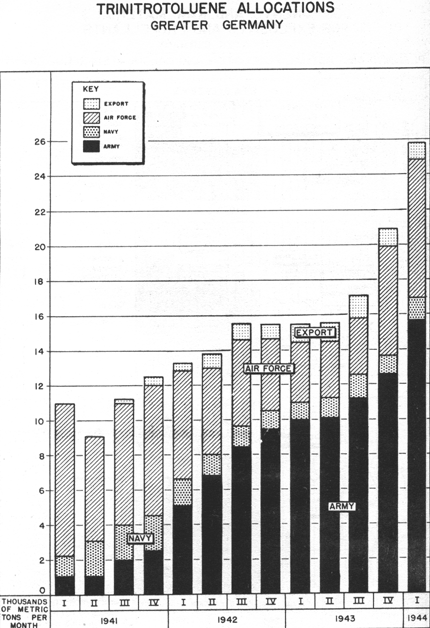
WW2中ドイツ（1941-1944年）の割り当てと生産量

暖かい地域では、生産中に生じたジニトロトルエンやトリニトロトルエンの異性体が滲みだし、成形された爆薬が崩れて衝撃感度が上昇したり、ショートなどを起こしたりする場合がある。

## 製造方法
製造方法には1段法、2段法、3段法および連続法がある。
- 1段法は反応が激しく危険であるため実用では用いられていない。
- 2段法は小規模な設備のみで製造できるため、実験などで少量を製造するのに用いられる。これは、硫酸と硝酸の混酸を使ってトルエンを2段階ニトロ化するものである[3]。
- 3段法、連続法は収率が良く製品純度を高めやすく扱いが容易であるため工業的な大量生産に用いられている。

## 価格
1ポンドあたり$6と軍用爆薬（$5-100まで様々）の中でも安い。
質量当たりの威力が低いためミサイルの弾頭などには向かないが地雷など質量の制約がないものに向く。

## 歴史
- 1863年にドイツのヨーゼフ・ヴィルブラント (Joseph Wilbrand) がトルエンを硝硫混合酸を使用して高温でニトロ化することで初めて合成に成功する。当時は黄色の染料として利用されており、爆薬としての可能性は認識されていなかった。
- 1891年にドイツ人科学者 Carl Häussermannが、爆薬に使用できることを解明した[8]。ドイツで工業的規模での大量生産が開始される。
- 1901年にはピクリン酸に代わって主要な爆薬となる。

## 法規制

### 日本
消防法において、第5類危険物（自己反応性物質）であるニトロ化合物に属する。
火薬類取締法第2条により「火薬類」に指定されているため、製造、所持には法律による制限を受ける。ただし、第4条で定めるように理化学上の実験目的で経済産業省令で定める数量以下のものを製造する場合はこの限りでないので、理化学の実験の目的で極少量を製造することは可能である。

## 規格
日本ではJIS K 4813によって等級が定められている。

## 他の主要な爆薬
- ニトログリセリン
- ニトロベンゼン
- ニトロセルロース
- 2,4,6-トリニトロフェノール (ピクリン酸)
- 2,4,6-トリニトロトルエン (TNT)
- トリメチレントリニトロアミン (RDX、ヘキソーゲン)
- シクロテトラメチレンテトラニトラミン (HMX、オクトーゲン)
- ヘキサニトロヘキサアザイソウルチタン (HNIW)
- オクタニトロキュバン